# Tôn Nhị Nương
Tôn Nhị Nương (孫二娘, Sun Erniang; nghĩa: Con gái thứ hai của nhà họ Tôn) là một nhân vật hư cấu trong tiểu thuyết Thủy hử. Bà có tên hiệu là Mẫu Dạ Xoa (chữ Hán: 母夜叉; tiếng Anh: Female Yaksha; nghĩa: Dạ xoa cái). Ở Lương Sơn Bạc, Tôn Nhị Nương là đầu lĩnh thứ 103, được sao Địa Tráng Tinh (chữ Hán: 地壯星; tiếng Anh: Strong Star) chiếu mệnh.

## Xuất thân
Tôn Nhị Nương là một phụ nữ sắc sảo. Bà tinh thông võ thuật, chân tay khoẻ mạnh, thường ăn mặc diêm dúa, sử dụng nhiều đồ trang sức.
Cha của Tôn Nhị Nương một lần đi qua đồi Thập Tự, bị Trương Thanh chặn lại cướp. Ông đánh bại được Trương Thanh, thấy anh ta nhanh nhẹn nên đem về dạy võ nghệ, rồi gả con gái cho.
Sau đó, hai vợ chồng mở quán rượu ở Mộng Giới. Gặp các khách thương qua đường bất cẩn, họ đánh thuốc mê, cướp tài sản, xả thịt để bán như thịt trâu bò, nhồi thịt vào bánh bao. Tôn Nhị Nương trông quán chủ yếu còn Trương Thanh đi loanh quanh kiếm củi, nghe ngóng tin tức.

## GặpVõ Tòng
Khi gặp Võ Tòng, Trương Thanh và Tôn Nhị Nương đã kết nghĩa huynh đệ và cùng lên Nhị Long Sơn cùng Lỗ Trí Thâm để tụ nghĩa tại đó.
Sau này, khi đại quân Lương Sơn Bạc đến cứu giúp Tam Sơn (Đào Hoa Sơn, Bạch Hổ Sơn, Nhị Long Sơn) thì họ đã cùng đầu quân về với Lương Sơn Bạc.

## Cái chết

### Trong Hậu Thủy Hử
Sau khi nhận chiêu an, vợ chồng Tôn Nhị Nương cùng Tống Công Minh và các đầu lĩnh khác tham gia nhiều cuộc đông chinh tây thảo lập vô số chiến công. Ở chiến dịch đánh Phương Lạp, trong trận hỗn chiến tại huyện Thanh Khê, sào huyệt của Phương Lạp, Tôn Nhị Nương bị tướng đối phương là Đỗ Vi dùng phi đao giết chết.

### Trong Thủy Hử 1997
Tôn Nhị Nương lúc dẫn đạo quân đánh Phương Lạp ở trong rừng, đã sập bẫy nhưng được chồng hi sinh tính mạng để cứu. Sau đó vì cứu huynh đệ Võ Tòng khỏi bẫy nên bà hy sinh

### Trong Thủy Hử 2011
Tôn Nhị Nương cùng chồng đổ thuốc mê vào một cái giếng cạnh một ngôi nhà hoang trên đường Phương Lạp chạy trốn. Tay chân của Phương Lạp bị mê man hết nhưng y giả vờ bị trúng thuốc mê. Thừa lúc hai vợ chồng Nhị Nương đến gần đã rút dao đâm chết cả hai.

## Chuyển thể
Trong Thủy hử năm 1998, nhân vật Tôn Nhị Nương do diễn viên Lương Lệ thủ vai.
Trong Thủy hử năm 2011, nhân vật Tôn Nhị Nương do diễn viên Hà Giai Di thủ vai.
Trong Võ Tòng - anh hùng Lương Sơn Bạc năm 2013, nhân vật Tôn Nhị Nương do diễn viên Tưởng Lâm Tĩnh thủ vai.